# Castello di Favria
Il castello di Favria è un antico castello situato a Favria in Piemonte.

## Storia
Il castello, che sorge nel centro del paese, risale al XII secolo. Appartenne dal 1164 al 1631 ai marchesi del Monferrato, svolgendo la funzione di proteggerne il feudo. 
Nel 1446 Guglielmo VIII del Monferrato si occupò del consolidamento del castello come dimora signorile, dotandolo di un grande parco e favorendo l'espansione urbanistica  di Favria. 
Nel 1631 Vittorio Amedeo I di Savoia, con il trattato di Cherasco, annette definitivamente Favria e il castello al Ducato sabaudo. 
Nel 1704 la proprietà passò ai Solaro di Govone, che trasformarono il castello in un'elegante residenza. 
L'aspetto attuale neorinascimentale si deve al cavaliere Giovanni Servais (Jonville, 1823 – Favria, 1893), che lo ereditò dalla marchesa Enrichetta Guasco Carron di S. Tommaso, e lo ristrutturò nel 1878. A lui è riferita la grande 'S' all'ingresso. Alla sua morte, gran parte dei vasti giardini del castello furono donati al comune di Favria e costituiscono i territori dove oggi sorgono il polo scolastico, la scuola materna che porta il suo nome, il complesso residenziale Villaggio Castello e i parchi pubblici.
Il castello passò poi per eredità alla famiglia Germano, e nel dopoguerra alle famiglie favriesi Barberis e Pecchenino.
Nel XX secolo ha ospitato per lunghi anni la  farmacia del paese. Il castello non è visitabile.

## Descrizione
Il castello, un'imponente costruzione che domina la piazza principale del paese, è stato costruito a scopo difensivo con due torri cilindriche e una terza torre massiccia neogotica a pianta quadrata, incorniciata da quattro torrette agli angoli. È collegato con una struttura ad arco alla vicina chiesa di San Michele. Dotato di un grande parco con alberi secolari, è oggi proprietà privata suddiviso in appartamenti e alcuni locali commerciali.

## Galleria d'immagini

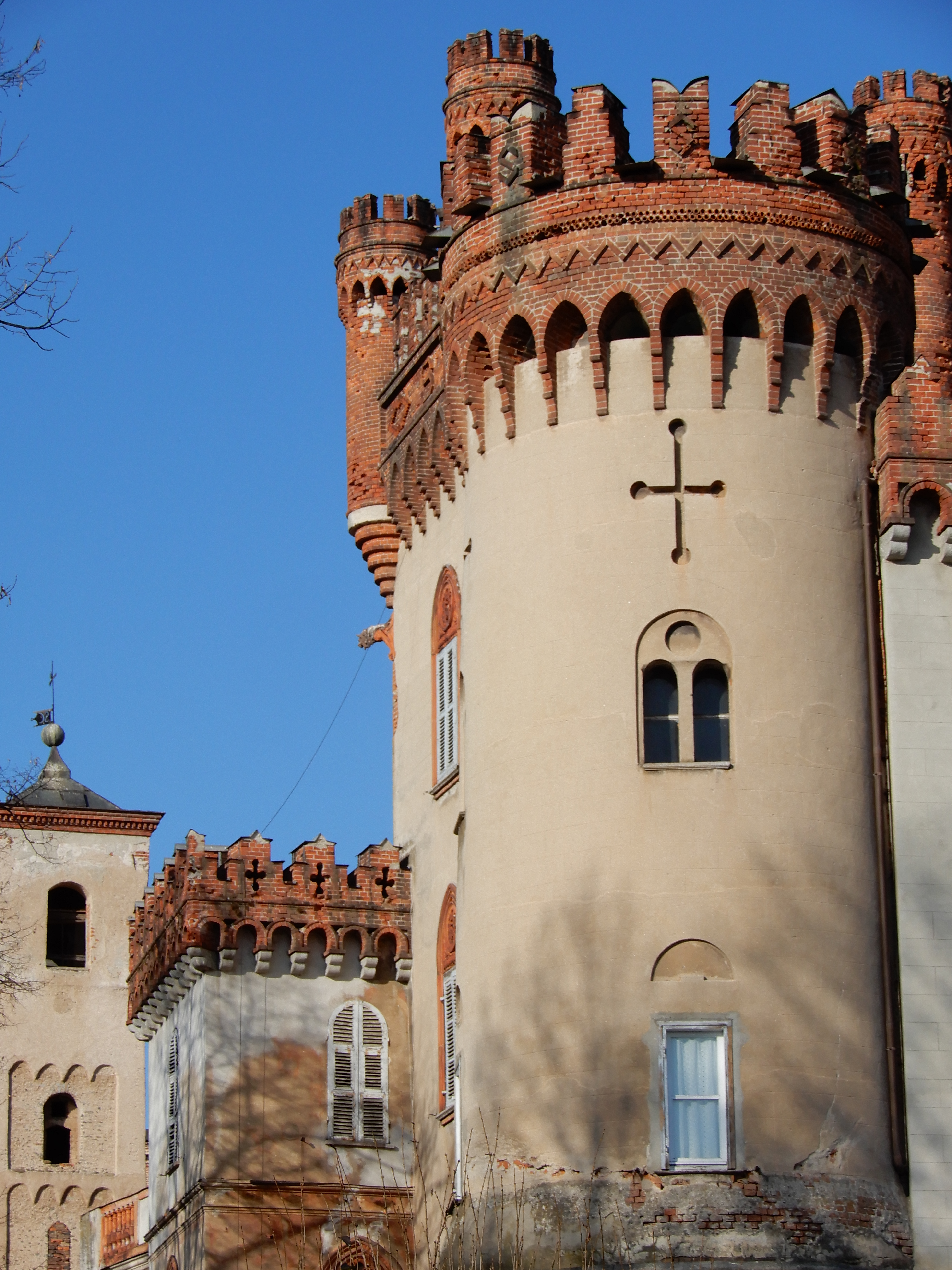
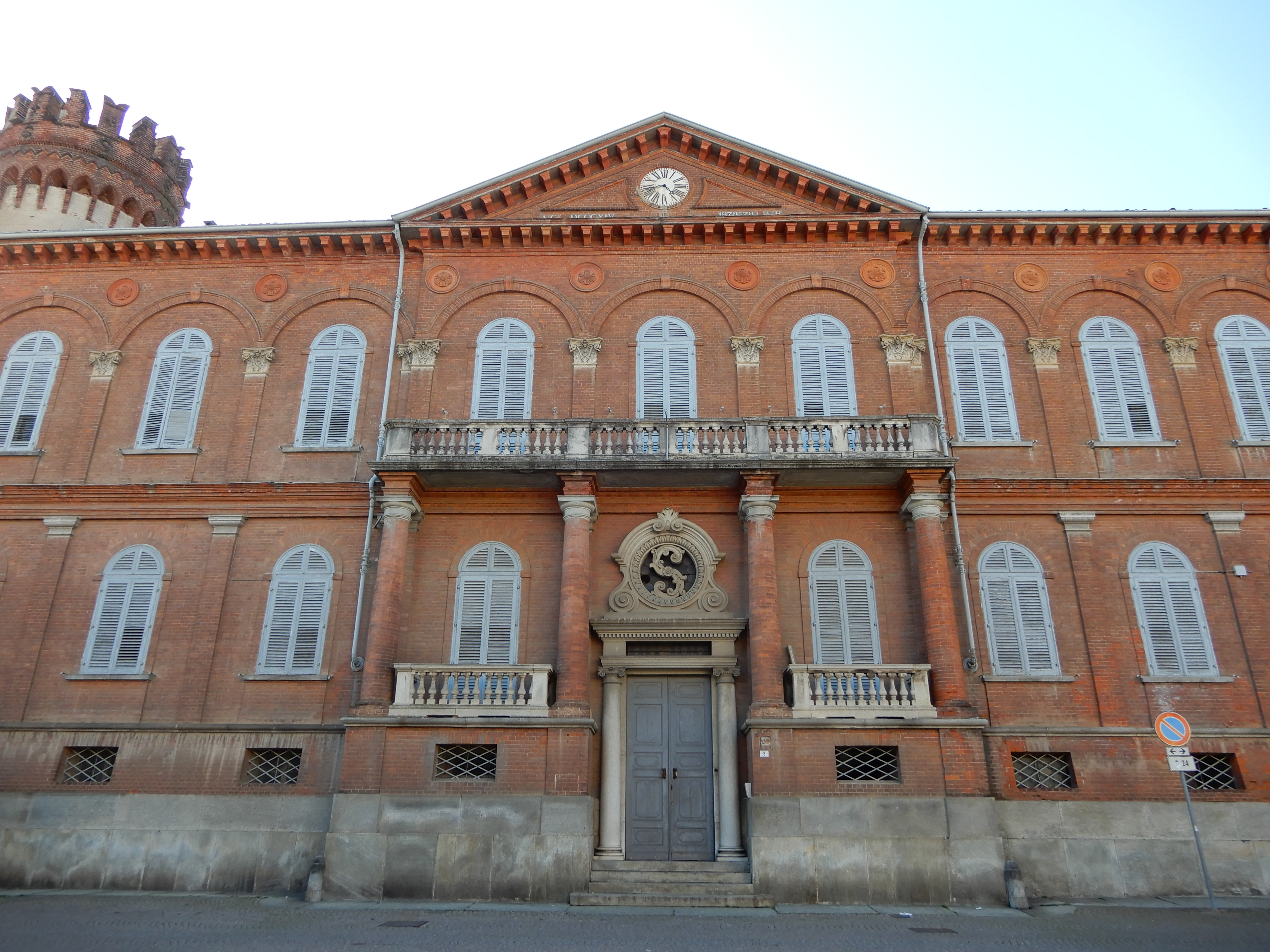
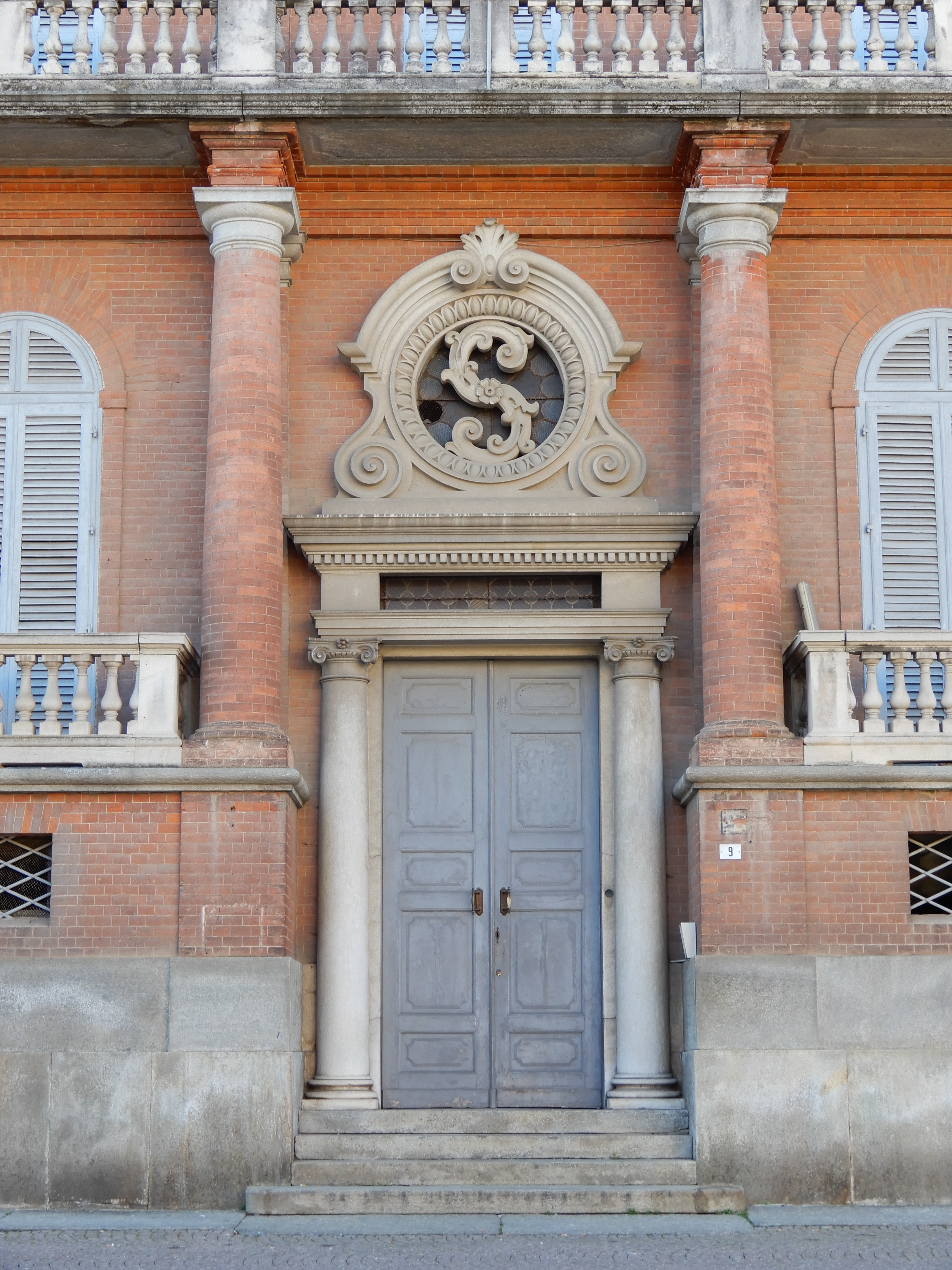